# František Antonín z Harrachu
František Antonín kníže z Harrachu na Rorau (německy Franz Anton Fürst von Harrach zu Rorau, 2. října 1665 Vídeň – 18. července 1727 Salcburk) byl rakouský šlechtic říšský kníže-arcibiskup salcburský.

## Život
Od roku 1701 byl jmenovaným koadjutorem vídeňské diecéze a titulární biskup Epiphania in Syria. V letech 1702 až 1706 byl kníže-biskupem vídeňským, od roku 1705 koadjutorem salcburského knížete-biskupa, a v letech 1709 až do své smrti v roce 1727 panoval jako jeden z nejvýznamnějších knížat-arcibiskupů Salcburského knížecího arcibiskupství. Císařem Leopoldem I. byl ad personam povýšen do stavu říšského knížete.